# Râul Șelaru
Râul Șelaru este un curs de apă, afluent al Râului Dâmbovnic. 